# Matti Puhakka

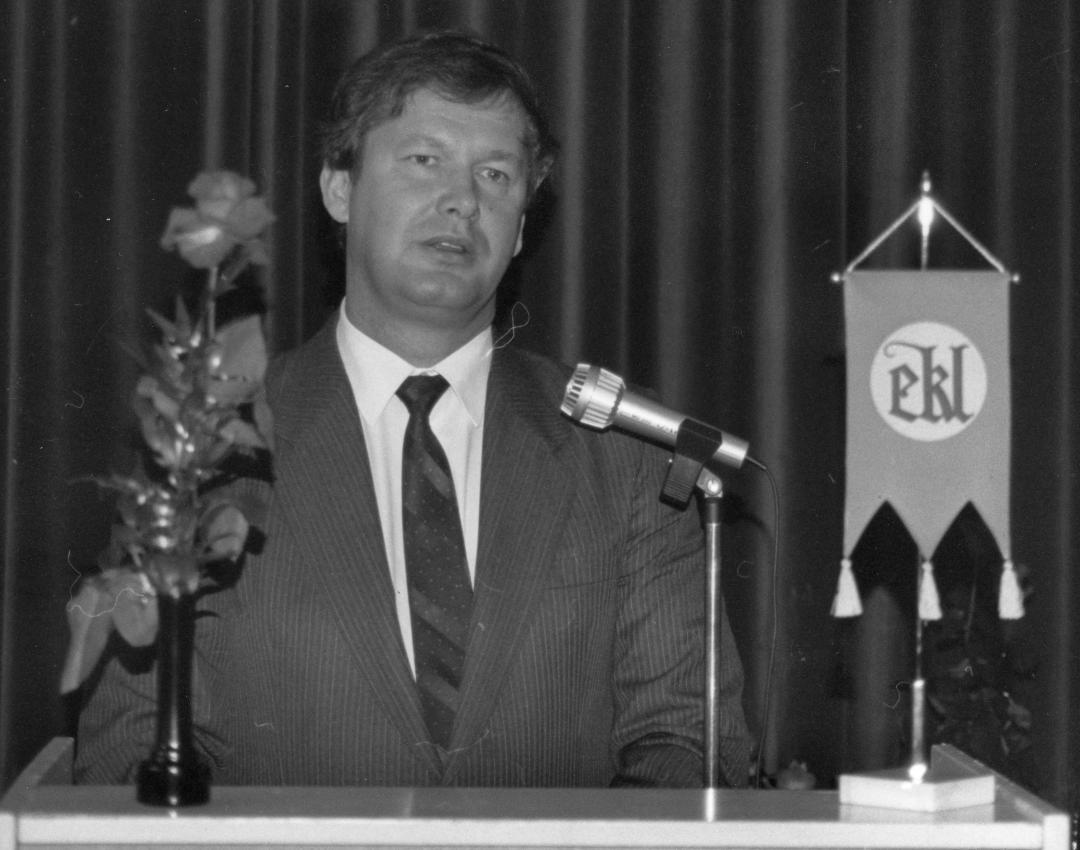
Matti Puhakka 1987

Matti Juhani Puhakka (* 7. Februar 1945 in Eno, heute: Joensuu, Nordkarelien; † 6. Oktober 2021 in Joensuu) war ein finnischer Politiker der Sozialdemokratischen Partei Finnlands (SDP), der von 1975 bis 1991 und nochmals von 1995 bis 1996 Abgeordneter des Parlaments war und von 1983 bis 1991 unter den Ministerpräsidenten Kalevi Sorsa und Harri Holkeri verschiedene Ministerposten bekleidete. Nach seiner aktiven politischen Laufbahn war er von 1996 bis zu seinem Eintritt in den Ruhestand 2010 stellvertretender Generaldirektor der Sozialversicherungsanstalt (Kansaneläkelaitos).

## Leben

### Gewerkschafter, Kommunalpolitiker und Abgeordneter
Matti Juhani Puhakka war der zweitälteste Sohn einer achtköpfigen Kleinbauernfamilie. Nach dem Besuch der Volksschule begann er im Alter von 14 Jahren 1959 als Holzfäller zu arbeiten. Nach Ableistung des Militärdienstes in der Armee nahm er 1965 eine Stelle als Instandsetzungsmechaniker im Werk Uimaharju von Enso Gutzeit an, dem zweitgrößten Forstunternehmen der Welt sowie einem der größten Papier- und Verpackungsmittelhersteller, und war dort bis 1975 tätig. Während dieser Zeit absolvierte er eine Ausbildung zum Techniker, die er 1972 abschloss. Er engagierte sich gewerkschaftlich und war von 1972 bis 1975 im Werk Uimaharju gewählter Hauptvertrauensmann der Gewerkschaft (etwa vergleichbar einem deutschen Betriebsratsvorsitzenden). Zugleich begann sein politisches Engagement für die Sozialdemokratische Partei Finnlands (SDP) in der Kommunalpolitik; er war von 1972 bis 1975 Mitglied im Gemeinderat seines Geburtsortes Eno. Daneben war er von 1976 bis 1995 Vorsitzender des Arbeitervereins Joensuu.
Bei der Parlamentswahl am 27. September 1975 wurde er für die SDP im Wahlkreis Nordkarelien mit 30 Jahren erstmals ins finnische Parlament gewählt. Seine Wahlkampagne hatte er mit einem privaten Darlehen über 5000 Finnmark finanziert, was damals mehreren Monatsgehältern entsprach. 1979, 1983 und 1987 wurde er wiedergewählt; bei der Parlamentswahl 1991 unterlag er nach deutlichen Stimmenverlusten der Sozialdemokraten, deren stellvertretender Vorsitzender er zu dieser Zeit war, mit nur 12 Stimmen Abstand der christdemokratischen Gegenkandidatin und verlor sein Mandat. Bei der Wahl 1995 wurde er aber erneut mit großer Mehrheit zum Abgeordneten und anschließend zum Fraktionsvorsitzenden der Sozialdemokraten gewählt. Zum 20. Februar 1996 legte er sein Mandat nieder, um eine leitende Position bei der Sozialversicherungsanstalt (Kansaneläkelaitos) zu übernehmen.
Als Abgeordneter konzentrierte Puhakka sich auf Fragen der Arbeits- und Sozialpolitik. Er war 1975 Vorsitzender des Hauptausschusses und von 1979 bis 1983 Vorsitzender des Sozialausschusses. Bedeutsam für seine politische Laufbahn wurde die Freundschaft mit dem SDP-Vorsitzenden und Ministerpräsidenten Kalevi Sorsa, der ihn förderte.
Puhakka war zudem von 1976 bis 1996 Mitglied des Stadtrates von Joensuu, 1993 bis 1994 als dessen Vorsitzender. Von 1977 bis 1990 gehörte er dem Aufsichtsrat des Werkstoffunternehmens Outokumpu an. Des Weiteren war er von 1978 bis 1996 Mitglied des Parteivorstands der SDP, 1978, 1982 und 1988 Mitglied des Wahlmännergremiums für die Wahl des Präsidenten der Republik Finnland.

### Minister und Manager
Im vierten Kabinett Sorsa wurde Puhakka am 6. Mai 1983 zunächst Verkehrsminister. Im Zuge einer Kabinettsumbildung zum 1. Dezember 1984 wurde Matti Luttinen sein Nachfolger, und Puhakka löste Vappu Taipale als Minister im Ministerium für Soziales und Gesundheit ab. Diese Position behielt er bis zum Ende der Regierung Sorsa am 30. April 1987. Im darauf folgenden Kabinett Holkeri bekleidete er während der gesamten Legislaturperiode bis zum 26. April 1991 das Amt des Arbeitsministers. Gleichzeitig war er bis zum 31. Mai 1989 weiterhin Minister im Ministerium für Soziales und Gesundheit sowie vom 1. März 1990 bis zum 25. April 1991 auch Minister im Innenministerium. Puhakka setzte sich während dieser Zeit unter anderem für die Liberalisierung der Telekommunikationsindustrie ein. Er war der letzte finnische Minister, der nur eine Volksschulbildung hatte. 1991 war er ferner Vorstandsmitglied der finnischen Zivilluftfahrtbehörde Ilmailulaitos.
Nach seinem Ausscheiden aus Parlament und Regierung arbeitete Puhakka von 1991 bis 1993 als Projektleiter bei seinem alten Arbeitgeber Enso Gutzeit und von 1993 bis 1995 als Geschäftsführer des Landschaftsverbands Nordkarelien (Pohjois-Karjalan litto, heute: Pohojois-Karjalan maakuntaliitto). Von 1992 bis 1996 war er Aufsichtsratsvorsitzender von Outokumpu, von Mai 1995 bis 1996 Mitglied des Verwaltungsrates des Staatlichen Garantiefonds.
Von Februar 1996 bis zu seinem Eintritt in den Ruhestand 2010 arbeitete Puhakka als stellvertretender Generaldirektor der Sozialversicherungsanstalt (Kansaneläkelaitos). Dort leitete er zunächst die Personalabteilung und ab 2004 die IT-Abteilung. Am 27. November 2009 wurde ihm von Staatspräsidentin Tarja Halonen der Ehrentitel Minister verliehen. Seinen Ruhestand verlebte er in seiner Heimatregion Nordkarelien. Er war weiterhin in zahlreichen Ehrenämtern aktiv, unter anderem als Vorsitzender des Pflege- und Unterstützungsvereins Joensuu und von 2002 bis zu seinem Tod als Vorsitzender des Gesamtvorstandes im Karelienbund (Karjalan liitto), der ihm im Dezember 2020 seine höchste Auszeichnung, das Goldene Ehrenzeichen mit Rosetten, verlieh.
Puhakka war verheiratet und hatte mit seiner Frau Terttu zwei Söhne. Ende 2020 wurde bei ihm eine Krebserkrankung diagnostiziert, an deren Folgen er im Alter von 76 Jahren starb.